# Le Satyre et le Paysan
Le Satyre et le Paysan ou Le Satyre chez les paysans (en néerlandais Fabel van de sater en de boer) est une peinture à l'huile du peintre flamand Jacob Jordaens réalisée en 1620-1621. Elle est conservée aux Musées royaux des Beaux-Arts de Bruxelles en Belgique.
Jacob Jordaens, outre les peintures religieuses et mythologiques, peint également des scènes de genre. Il a tissé des fils moralistes dans ses interprétations, traitant à plusieurs reprises les sujets abordés. Parmi ces exemples, diverses versions de Le Roi boit, Les Jeunes piaillent comme chantent les vieux, et donc Satyre et les paysans.

## Thème
Jordaens a peint au moins sept versions de l'histoire du satyre séjournant dans la maison d'un paysan[réf. nécessaire]. Plusieurs copies ont probablement été réalisées par les élèves de Jordaens (comme la version conservée au Musée Czartoryski à Cracovie).
Le thème est tiré d'une fable d'Esope, fabuliste grec qui vécut au Ve siècle av. J.-C. Le conte narre l'histoire d'un satyre qui s'est lié d'amitié avec un humain. Par une journée froide, le satyre remarqua que l'homme soufflait sur ses mains gelées. Lorsqu'il lui demanda pourquoi il avait fait cela, l'homme répondit qu'il voulait les réchauffer. Puis, ils entrèrent tous deux dans la maison du fermier et s'assirent à la table sur laquelle se trouvait une assiette de soupe chaude. Le paysan se mit à souffler sur la soupe pour la refroidir. Le satyre - étonné que la même action puisse provoquer deux réactions opposées - non seulement eut peur, mais mit également fin à son amitié avec l'humain.[réf. souhaitée]

## Description
La scène est représentée dans une maison de paysan, parmi des meubles et des animaux domestiques : un chien, un chat, un coq et même (comme dans la version de l'Alte Pinakothek de Munich) un taureau. Autour de la table sont assis des paysans de tous âges : une vieille femme (absente dans une seule version), une jeune femme (le plus souvent avec un enfant dans les bras ou accompagnée d'un petit garçon), et un paysan. Dans toutes les versions, le peintre a saisi le moment où le satyre se lève de table et déclare, la main levée, qu'on ne peut pas faire confiance à un homme qui souffle du chaud ou du froid. Il n'a cependant pas l'air en colère ; dans la plupart des versions, il sourit même et les gens le regardent avec curiosité. En présentant les différentes réactions des personnes rassemblées, Jordaens oppose deux mondes différents. Le message principal du tableau est cependant son ton moralisateur.
Toutes les figures ont été placées dans un petit espace sur une ligne de la composition. Suivant l'exemple des caravagistes, Jordaens utilisa ce qu'on appelle le ténébrisme caractéristique de l'école d'Utrecht. Il introduisit également des éléments de naturalisme, montrant, entre autres, les pieds sales d'un paysan assis au premier plan. Les modèles des personnages présentés étaient des membres de la famille de l'artiste. La femme représentée est Catharina van Noort, la fille du professeur de Jordaens et sa future épouse, qu'il épousa en 1616. L'image de l'épouse se retrouve dans son Adoration des bergers.

## Versions

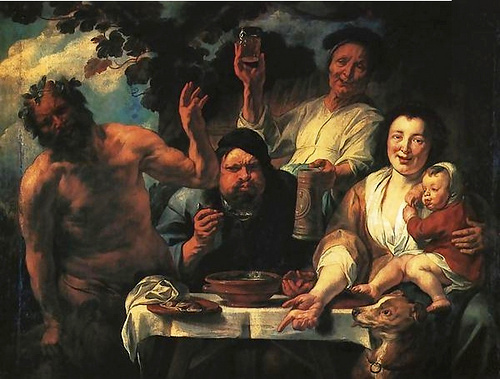
Satyre et paysans, vers 1620, Musées royaux des Beaux-Arts de Bruxelles
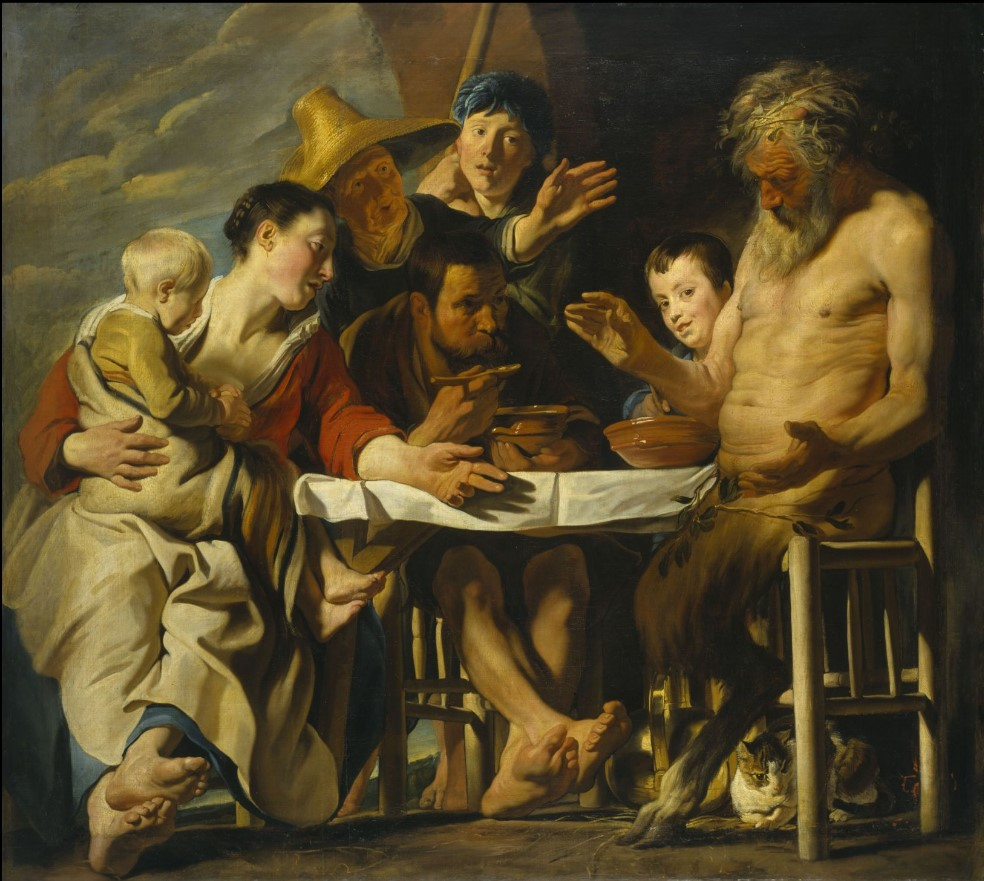
Satyre et paysans vers 1620, 171 x 194 cm, Gemäldegalerie Alte Meister (Cassel)
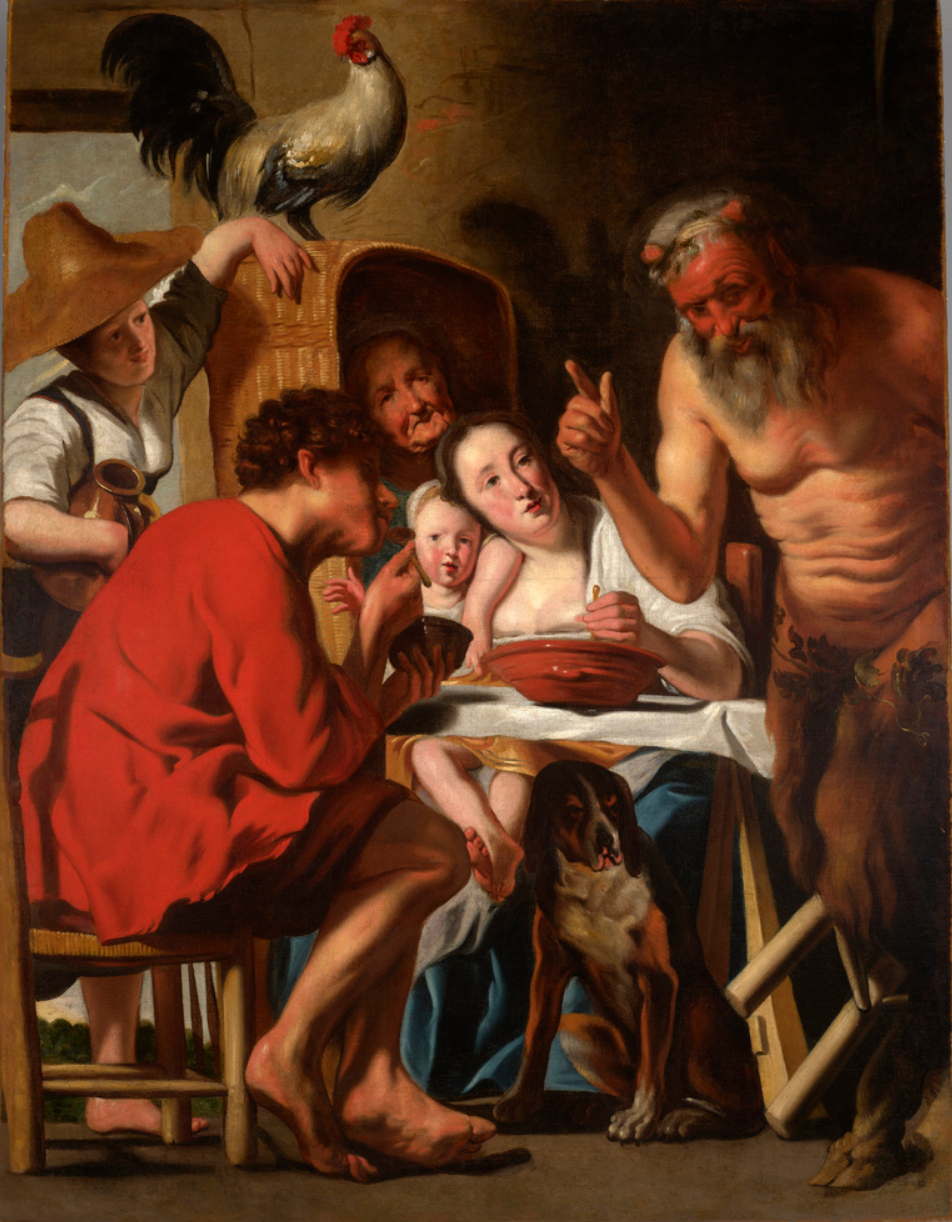
Satyre et paysans, 1620, 125 × 96 cm, Musée des Princes Czartoryski, Cracovie
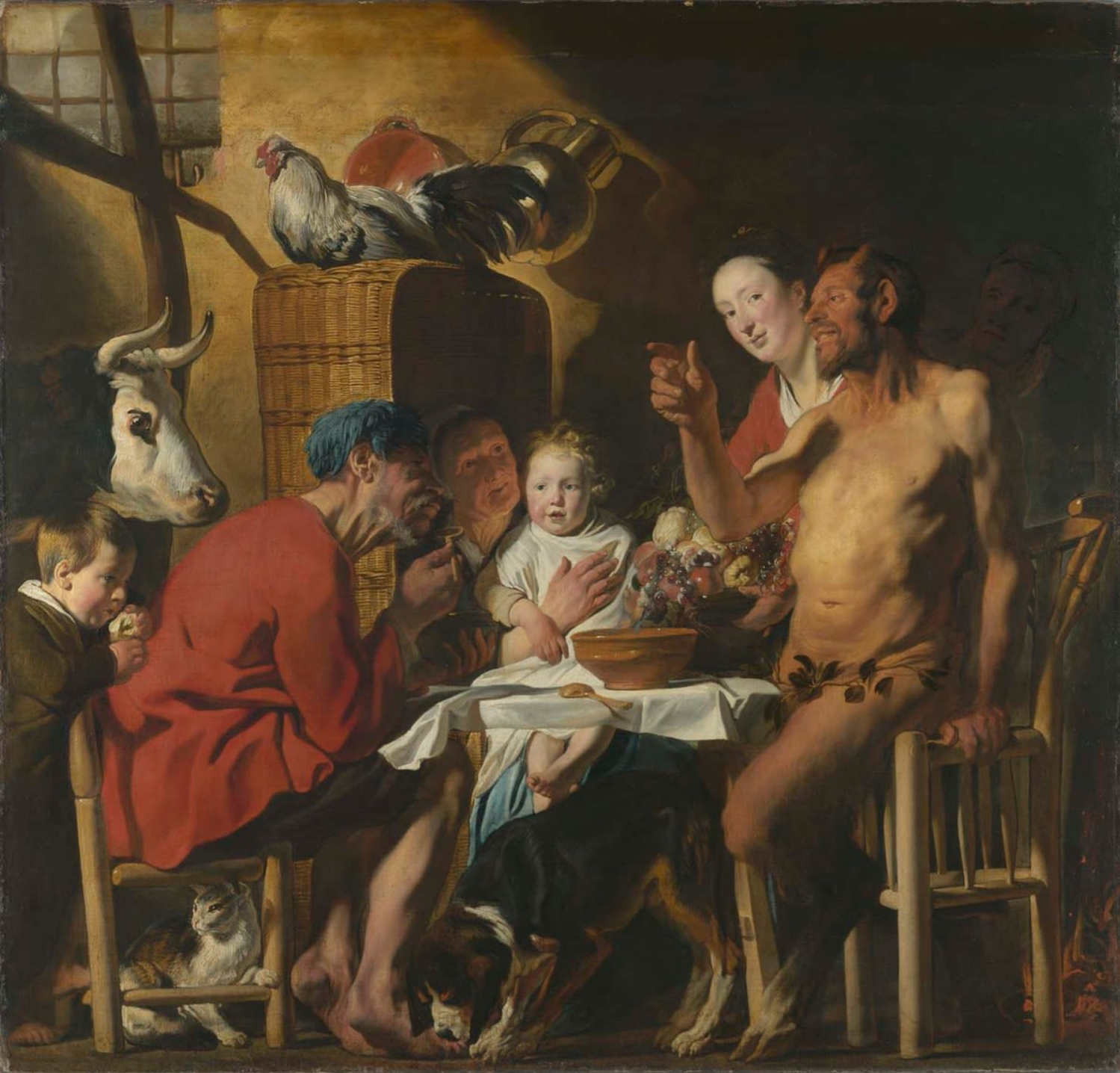
Satyre et paysans, 1620-1621, 174 × 204 cm, Alte Pinakothek de Munich
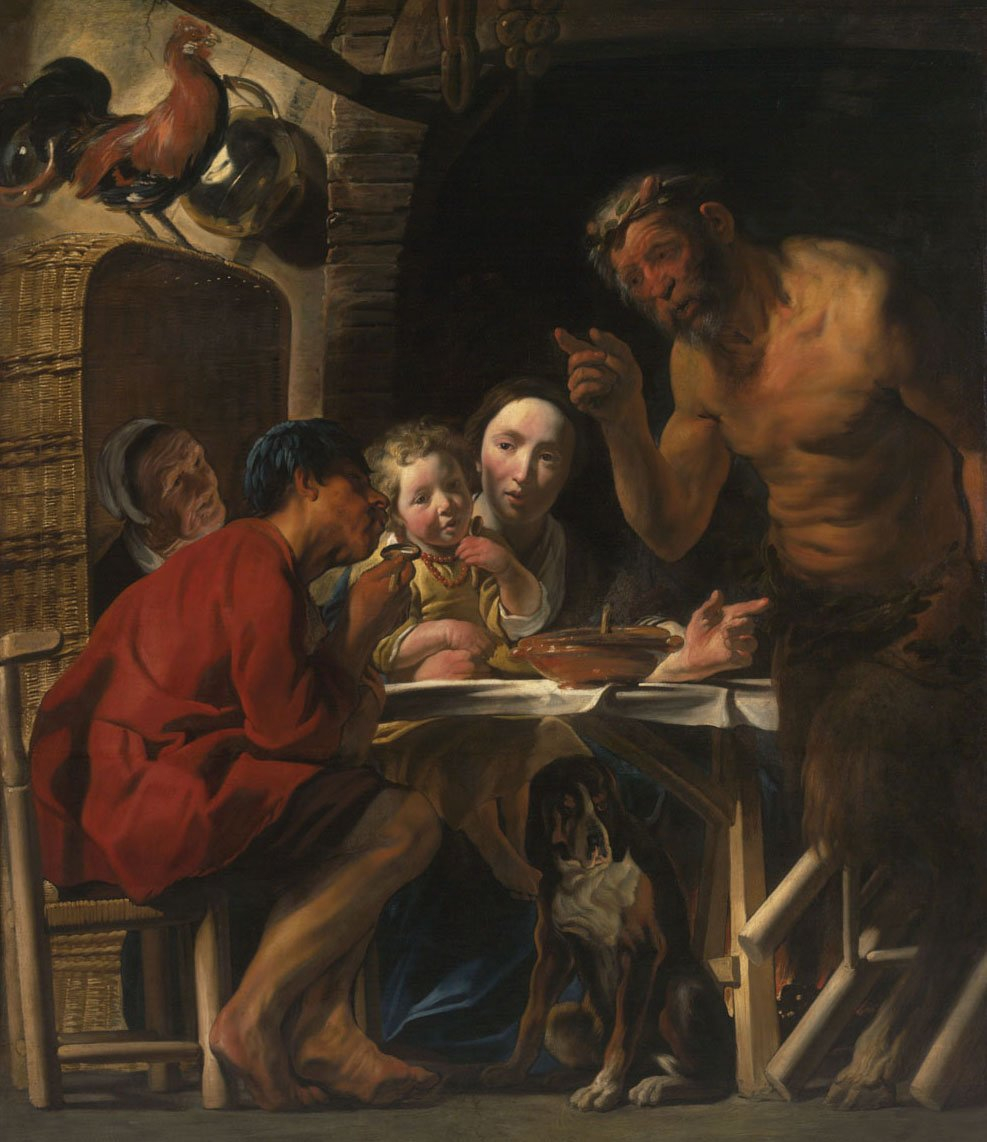
Satyre et paysans, 1625, 190 x 165 cm, Musée des Beaux-Arts de Budapest